# Odília de Colônia
Odília de Colônia foi uma mátir e santa da Igreja Católica do século IV, filha de um poderoso governante da Grã-Bretanha. Por volta do ano 383 Odília e dez outras virgens, entre elas Santa Úrsula, partiram da Inglaterra, em uma peregrinação ao Oriente. Essas virgens foram procurar um lugar onde pudessem praticar sua fé em paz e sossego, mas às portas de Colônia (Alemanha) foram recebidas pelos bárbaros Hunos e morreram em defesa de sua pureza e fé cristãs. 
Cerca de 800 anos mais tarde, em 1287, Odília apareceu a João Novelan, um irmão dos Cônegos Regulares da Ordem da Santa Cruz, e lhe disse que tinha sido nomeada por Deus para ser a padroeira e Protetora dos membros da Ordem (agora comumente chamados de Padres Crúzios). Ela informou também que suas relíquias se encontravam em um pomar em Colônia e pediu-lhe para desenterrá-las. Ele pediu a permissão de seu superior, mas foi recusada. Santa Odília apareceu mais duas vezes. Finalmente, o Prior consentiu e ordenou um padre da Ordem para acompanhar o irmão.
Quando estes dois chegaram de Colônia, tiveram problemas em encontrar as relíquias. Eles informaram o arcebispo, que veio pessoalmente para testemunhar os resultados. Três urnas foram descobertas,  e nelas foram encontrados os restos mortais de Odília, Ida e Emma.
Santa Odília havia instruído o irmão João que suas relíquias deviam ser levadas para a Casa Mãe da Ordem em Huy, na Bélgica. 
Em 1797, na época da Revolução Francesa, o mosteiro de Huy foi totalmente destruído, entretanto um padre conseguira escapar com as relíquias de Santa Odília.  As relíquias permaneceram em uma igreja paroquial em Kerniel, Bélgica, durante muitos anos. 
Felizmente, em 1949, suas relíquias foram devolvidas para a ordem, e uma grande porção de seus ossos foram levados para Onamia, Estados Unidos, onde permanecem em um relicário de mármore, dentro de um santuário.
Santa Odília é a padroeira dos crúzios e sua festa litúrgica é no dia 18 de julho. 